# Poroi
Poroi (Einkünfte) ist eine antike Schrift zu Problemen der Staatswirtschaft von Xenophon, einem der großen Geschichtsschreiber der griechischen Antike. Es gilt als sein letztes Werk.
Der griechische Historiker, Philosoph und Feldherr Xenophon (gestorben ca. 354 v. Chr.) war ein Schüler von Sokrates und ein Zeitgenosse von Platon. Xenophon ist bekannt für seine Schriften zu verschiedenen Themen, die teils auch als Quellen zur Geschichte der vorsokratischen Philosophie dienen.

## Inhalt
Bei der Schrift über die Mittel und Wege, dem Staat Geld zu verschaffen, handelt sich um eine von Xenophon verfasste Abhandlung mit Vorschlägen zur Beschaffung von Geldmitteln bzw. zu den Staatseinkünften, in der er das Thema der öffentlichen Finanzen erörtert und Methoden zur Verbesserung der Wirtschaft in Athen vorschlägt. Dabei untersucht er verschiedene wirtschaftliche Strategien und Vorschläge zur Bewältigung der finanziellen Situation des Stadtstaates, wobei erörtert wird, die ärmere Bevölkerung Athens in Friedenszeiten durch Erschließung der eigenen Ressourcen ohne Expansion zu ernähren.
Die kleine Abhandlung argumentiert, dass Frieden für das Wohlergehen Attikas notwendig sei. Diese Schlussfolgerung stützt sich auf Überlegungen zur geografischen Lage Attikas. Der Autor spricht mit Zuneigung von Athen und beweist, dass die Einnahmen des Staates, wenn Frieden herrscht, durch eine gute Finanzverwaltung aus dem gestörten Zustand herauskommen können und ohne Unterdrückung von Verbündeten ausreichen werden, um die Ausgaben zu decken. Wenn der Frieden aufrechterhalten wird, werden die Steuern leicht sein; die Pflege des Handels, der Industrie und die bessere Entwicklung der Bergwerke werden den Staat wieder zu Wohlstand bringen und seine Einnahmen erhöhen; dann können alle athenischen Bürger eine Zuwendung vom Staat erhalten.

## Ausgaben
- Xenophontis Opera Omnia. Tomus V: Opuscula. Recognovit brevique adnotatione critica instruxit E. C. Marchant. ( = Scriptorum classicorum bibliotheca Oxoniensis). Clarendon Press / Oxford, 1961, ISBN 0-19-814556-X; ISBN 978-0-19-814556-1
- Xenophon: Die Staatseinnahmen der Athener. Möhnesee : Bibliopolis, 2016
- Xenophon: Kleine historische und ökonomische Schriften : Griechisch - deutsch. Walter de Gruyter, 2020, ISBN 3-11-046995-2, ISBN 978-3-11-046995-0